# Cidade de Ho Chi Minh
A Cidade de Ho Chi Minh (em vietnamita:  Thành phố Hồ Chí Minh), e comumente conhecida e nomeada até 1975 como Saigon(pt-BR) ou Saigão(pt-PT?), é a maior cidade e principal centro financeiro, corporativo e mercantil do Vietname. Situa-se no sul do país e tem cerca de 8,5 milhões de habitantes. É uma cidade histórica e portuária, recebendo a classificação de cidade global beta, por parte do Globalization and World Cities Study Group & Network (GaWC). A Cidade de Ho Chi Minh possui, ainda, estatuto de província.
Foi fundada pelos khmers, sendo conquistada pelos anameses no século XVII. Conquistada pela França em 1859, tornou-se na capital da Cochinchina e, mais tarde, de toda a Indochina Francesa até 1902. Em 1954 tornou-se capital do Vietnã do Sul tendo sido o quartel general das tropas americanas durante a guerra do Vietnã. Em 1975 as tropas do Vietnã do Norte entraram na cidade, marcando o fim da guerra.
A Grande Ho Chi Minh, que consiste em Ho Chi Minh, Bien Hoa, Di An, Thu Dau Mot e outras cidades vizinhas, possui uma população de mais de 9 milhões de habitantes, o que a torna a região metropolitana mais populosa do Vietname. Estima-se que a população da cidade cresça para 13,9 milhões em 2025. Em 2011, foi construído  o Aeroporto Internacional Long Thanh, com 4 pistas de 4000 m. Resultado de um investimento de 8 bilhões de dólares, o aeroporto suporta um tráfego de 100 milhões de passageiros e 5 milhões de toneladas de carga por ano.

## Etimologia
A Cidade de Ho Chi Minh recebeu vários nomes diferentes durante sua história, refletindo a influência dos diferentes grupos étnicos, culturais e políticos do Extremo Oriente. Na década de 1690, Nguyen Hữu Canh, um nobre vietnamita, foi enviado pelos governantes Nguyen, de Hué, para estabelecer estruturas administrativas vietnamitas na região do Delta do rio Mekong e seus arredores. O controle da área da cidade passou para domínio vietnamita, que deu à cidade o nome oficial da Gia Đình (嘉定). Este nome permaneceu até o momento da conquista francesa na década de 1860, quando a força de ocupação europeia adotou o nome de Saigon para a cidade, uma forma ocidentalizada do nome tradicional, embora a cidade ainda tenha sido identificada como 嘉 定 em mapas chineses até pelo menos o ano de 1891. Após a tomada comunista no Vietnã do Sul, em 1975, um governo provisório renomeou a cidade para Ho Chi Minh, homenageando o falecido líder norte-vietnamita Hồ Chí Minh. No entanto, até hoje permanece o nome informal de Saigon na fala diária tanto nacional como internacionalmente, especialmente entre a diáspora vietnamita. Em particular, Saigon ainda é comumente usado para se referir a um distrito.

## História

### Primódios e território Khmer

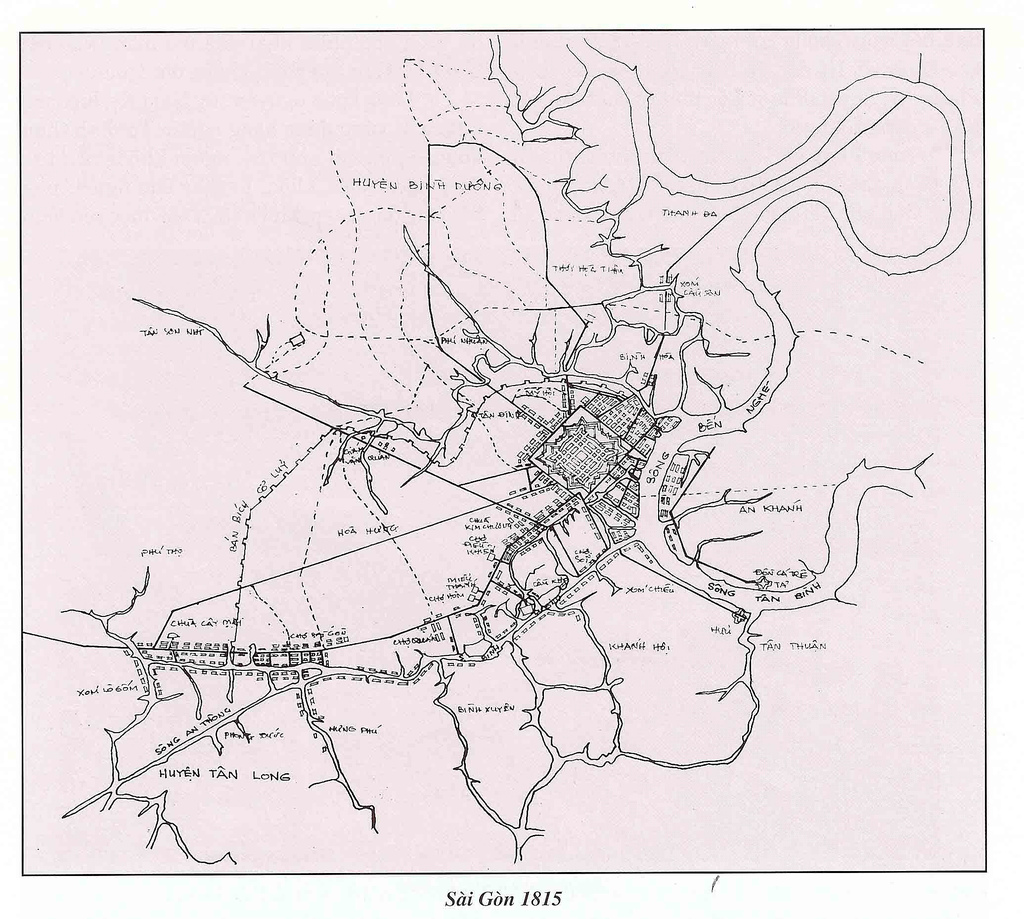
Localização hexagonal de Nokor Prey em 1815. Hoje, esta constitui a área da Cidade de Ho Chi Minh

A Cidade de Ho Chi Minh começou como uma pequena vila de pescadores conhecida como Nokor Prey (ou Gia Đình). A área onde hoje se encontra a cidade foi originalmente um pantanal, e era habitada pelos khmers durante séculos antes da chegada dos primeiros vietnamitas.
A partir do começo do século XVII, iniciou-se gradualmente a colonização da área por colonos vietnamitas, que habitavam isoladamente a região do Delta do rio Mekong, próximo ao atual Camboja. Em 1623, o rei Chey Chettha II do Camboja permitiu que refugiados vietnamitas, fugidos da Guerra civil Trịnh-Nguyen, habitassem outras regiões além de Nokor Prey e expandissem a dominação étnica dos vietnamitas sobre a atual região sul do Vietnã. Assim sendo, várias ondas migratórias de vietnamitas passaram a habitar essas regiões, sem o impedimento do reino do Camboja, que estava enfraquecido com a recente guerra travada contra a Tailândia. Com o tempo, o vilarejo de Prey Nokor ficou conhecido como Saigon. O vilarejo era o mais importante porto comercial para os Khmers. A perda da cidade impediu o acesso dos cambojanos à Indochina. Posteriormente, o acesso dos Khmers para o mar agora estava limitado ao Golfo da Tailândia.

### Era Nguyen e conquista francesa
Em 1698, Nguyen Hữu Canh, um nobre vietnamita, foi enviado pelos governantes via marítima até Hué para estabelecer estruturas administrativas vietnamitas na área, tendo em vista que essa ação seria facilitada pelo fato de o Camboja estar fragilizado devido a guerra contra a Tailândia, não podendo, assim, intervir. É muitas vezes creditado com a expansão de Saigon em um acordo significativo.

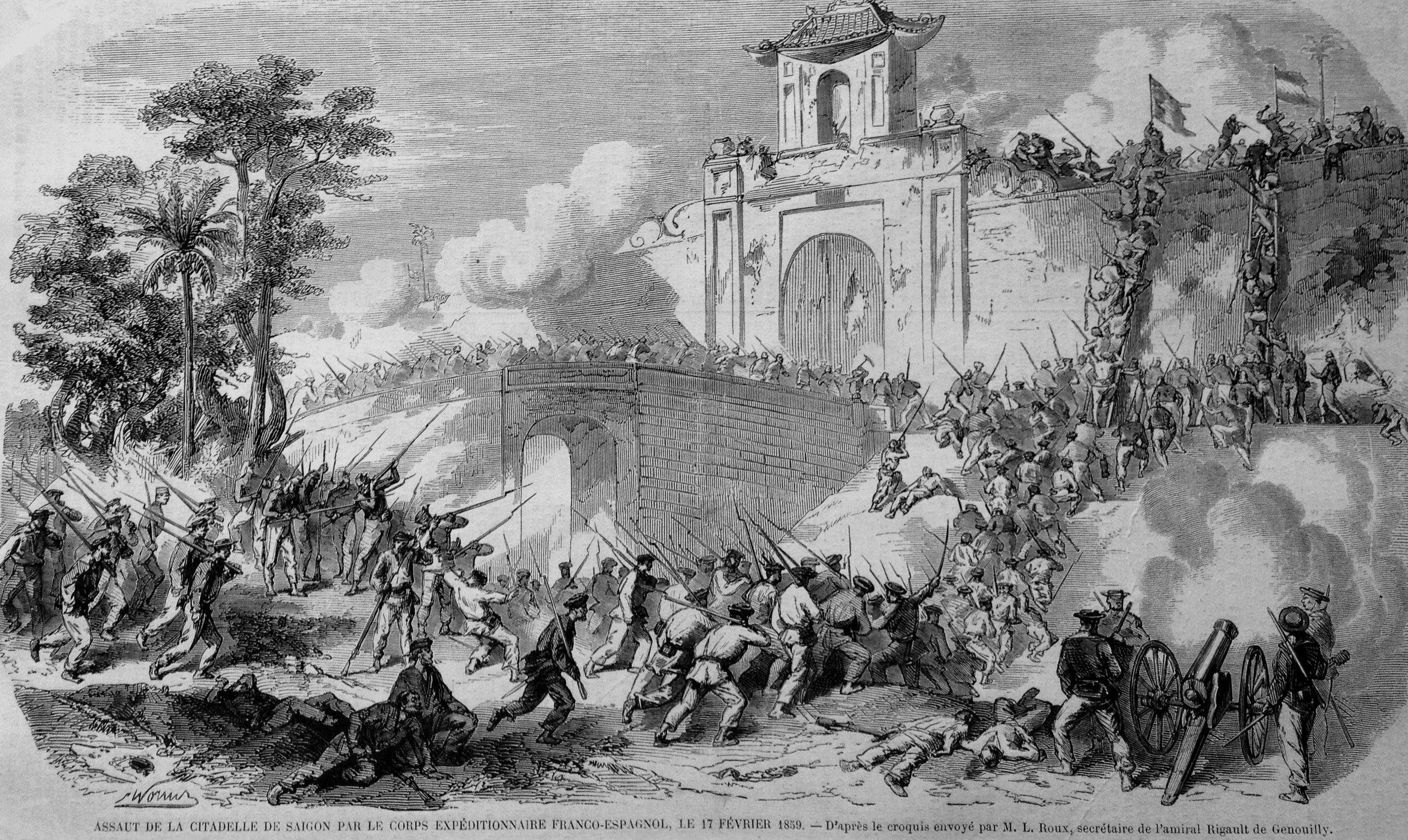
Um desenho da captura francesa de Saigon, em 1859.

Conquistado pela França em 1859, Saigon foi fortemente influenciada pelos franceses durante a ocupação colonial do Vietnã, e um grande número de edifícios de estilo clássico ocidental e vilas francesas ainda são vistos na cidade. Em 1929, um registro populacional de Saigon revelou uma população de 123 890 habitantes, com um notável destaque para os franceses, que eram 12 100 habitantes na cidade.

### Capital do Vietname do Sul
Os vietnamitas haviam proclamado sua independência em 1945, após uma ocupação francesa e japonesa combinada, e antes da revolução comunista na China. Eram liderados por Hồ Chí Minh. Os Estados Unidos decidiram apoiar a França na sua reconquista de sua ex-colônia.
O ex-imperador, Bao Dai, fez de Saigon a capital do Estado do Vietname, em 1949, com ele como chefe de Estado. Após o movimento Việt Minh ganhar o controle do Vietname do Norte, em 1954, tornou-se comum referir-se ao governo de Saigon como "Vietnã do Sul". O governo passou a se chamar República do Vietname, quando Bao Dại foi deposto por seu primeiro-ministro, Ngo Dinh Diem, em 1955, em um referendo fraudulento. Saigon foi combinada em uma unidade administrativa conhecida como Djo Thành Sai Gon (Capital Saigon).

### Pós-Guerra do Vietname e história recente

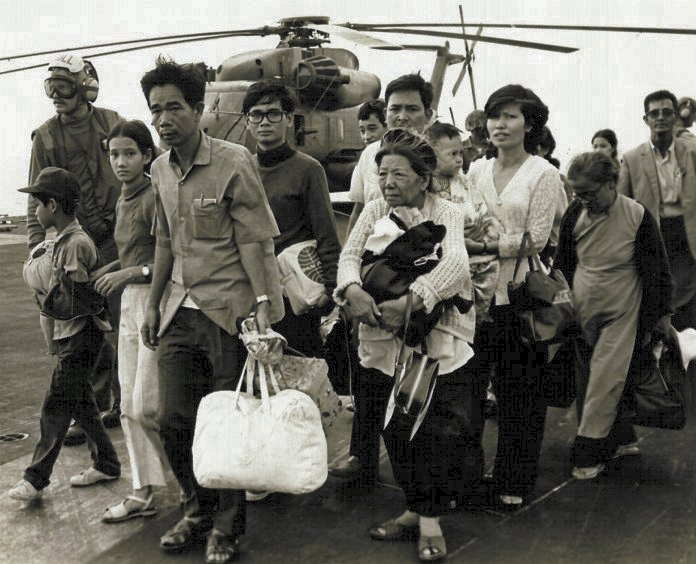
Refugiados vietnamitas sendo evacuados por um helicóptero dos EUA.

Na conclusão da Guerra do Vietname, em 30 de abril de 1975, a cidade ficou sob o controle do Exército do Povo do Vietnã. Entre as comunidades da diáspora vietnamita e particularmente os Estados Unidos (que havia lutado contra os comunistas), este evento é comumente chamado de "Queda de Saigon", enquanto a República Socialista do Vietname se refere a ela como a "Libertação de Saigon." Em 1976, quando da unificação do Vietname do Norte e Vietname do Sul sob o regime comunista, e a criação da República Socialista do Vietname, a cidade de Saigon - incluindo a pequena cidade próxima de Cholon, a província de Gia Dịnh e dois bairros suburbanos de duas outras províncias vizinhas - foi renomeada para Ho Chi Minh, em homenagem ao líder comunista Hồ Chí Minh, morto em 1969. Entretanto, o antigo nome de Saigon ainda é amplamente utilizado por muitos vietnamitas, especialmente em contextos informais.

## Geografia

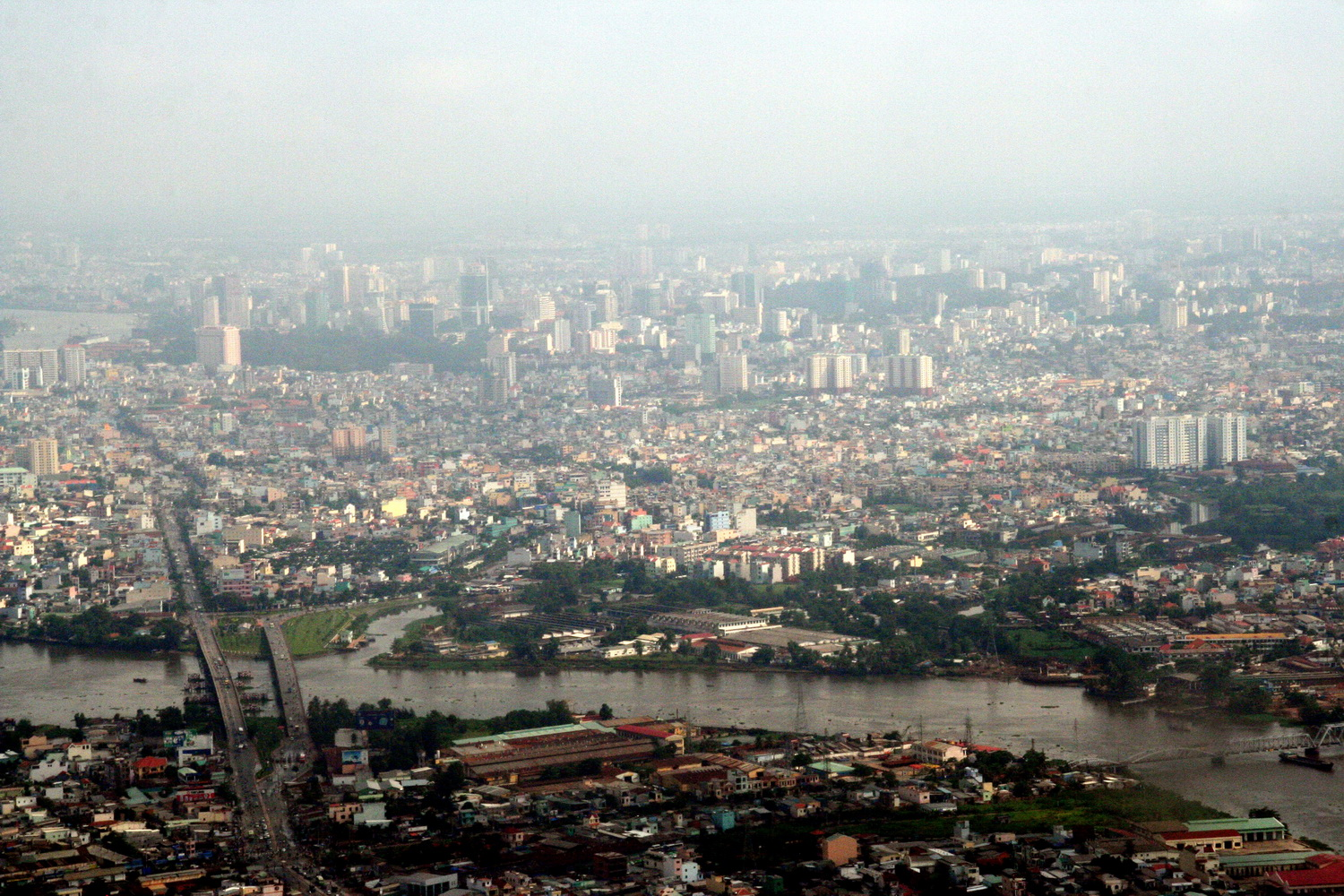
Vista da cidade e do rio Saigon

A Cidade de Ho Chi Minh está localizada na região Sudeste do Vietnã, estando 1 738 km ao sul da capital nacional, Hanói. Faz limites territoriais com as províncias de Tay Ninh e Binh Duong a norte, Dong Nai e Ba Ria-Vung Tau a leste, Long An a oeste e o Mar da China Meridional ao sul, com 15 km de litoral. A cidade ocupa uma área de 2 098,7 km² (0,63% da superfície do Vietnã), estendendo-se até o Distrito de Cu Chi, a 19 km da fronteira com o Camboja. A distância entre o ponto mais setentrional da Cidade de Ho Chi Minh (Comuna de Phu My Hung, Distrito de Cu Chi) e o extremo sul do território da cidade (Comuna de Long Hoa, Distrito de Can Gio) é de 102 km. O ponto mais oriental, na Comuna de Long Binh (Distrito 9), fica a 47 km do Distrito de Binh Chanh.

### Topografia
O território da cidade é, em grande parte, plano, com algumas poucas montanhas a norte e nordeste e altitudes menores no sudeste. O terreno da cidade pode ser dividido em quatro tipos principais: regiões altas com montes de formato ondulado, cuja altitude varia de 4 a 32 metros e que ocupam 30% da área total da cidade, principalmente nos distritos de Cu Chi, Hoc Mon, Thu Duc e Binh Chanh; regiões baixas de terreno plano, com altitudes entre 2 e 4 metros e que ocupam 15% da área; regiões baixas e pantanosas no sudoeste, variando de 1 a 2 metros de altitude e representando 34% do território e áreas costeiras pantanosas cuja altitude varia de 0 a 1 metro e chega a ser mais baixa que o nível do mar em alguns lugares. Este último tipo de terreno ocupa 21% do território da cidade. A altitude média é de 19 metros acima do nível do mar.

### Clima
Segundo a classificação climática de Köppen-Geiger, o clima da Cidade de Ho Chi Minh é tropical com estação seca (Aw), tendo uma umidade do ar média de 75%. O ano é dividido em duas estações distintas. A estação chuvosa, com uma precipitação média de cerca de 1 800 mm no ano, inicia geralmente em maio e termina no final de novembro. A estação seca dura de dezembro a abril. A temperatura média é 28 °C, podendo alcançar, algumas vezes, os 39 °C por volta do meio-dia em fins de abril, enquanto também pode cair abaixo dos 16 °C no início das manhãs do fim de dezembro e do início de janeiro.
| Dados climatológicos para Cidade de Ho Chi Minh                                                        | Dados climatológicos para Cidade de Ho Chi Minh | Dados climatológicos para Cidade de Ho Chi Minh | Dados climatológicos para Cidade de Ho Chi Minh | Dados climatológicos para Cidade de Ho Chi Minh | Dados climatológicos para Cidade de Ho Chi Minh | Dados climatológicos para Cidade de Ho Chi Minh | Dados climatológicos para Cidade de Ho Chi Minh | Dados climatológicos para Cidade de Ho Chi Minh | Dados climatológicos para Cidade de Ho Chi Minh | Dados climatológicos para Cidade de Ho Chi Minh | Dados climatológicos para Cidade de Ho Chi Minh | Dados climatológicos para Cidade de Ho Chi Minh | Dados climatológicos para Cidade de Ho Chi Minh |
| Mês | Jan                                             | Fev                                             | Mar                                             | Abr                                             | Mai                                             | Jun                                             | Jul                                             | Ago                                             | Set                                             | Out                                             | Nov                                             | Dez                                             | Ano                                             |
| --- | ----------------------------------------------- | ----------------------------------------------- | ----------------------------------------------- | ----------------------------------------------- | ----------------------------------------------- | ----------------------------------------------- | ----------------------------------------------- | ----------------------------------------------- | ----------------------------------------------- | ----------------------------------------------- | ----------------------------------------------- | ----------------------------------------------- | ----------------------------------------------- |
| Temperatura máxima recorde (°C)                                                                        | 38                                              | 40                                              | 38                                              | 38                                              | 39                                              | 38                                              | 41                                              | 37                                              | 38                                              | 38                                              | 37                                              | 37                                              | 41                                              |
| Temperatura máxima média (°C)                                                                          | 31,6                                            | 32,9                                            | 33,9                                            | 34,6                                            | 34,0                                            | 32,4                                            | 32,0                                            | 31,8                                            | 31,3                                            | 31,2                                            | 31,0                                            | 30,8                                            | 32,3                                            |
| Temperatura mínima média (°C)                                                                          | 21,1                                            | 22,5                                            | 24,4                                            | 25,8                                            | 25,2                                            | 24,6                                            | 24,3                                            | 24,3                                            | 24,4                                            | 23,9                                            | 22,8                                            | 21,4                                            | 23,7                                            |
| Temperatura mínima recorde (°C)                                                                        | 13                                              | 17                                              | 16                                              | 17                                              | 16                                              | 21                                              | 17                                              | 21                                              | 20                                              | 20                                              | 17                                              | 15                                              | 13                                              |
| Precipitação (mm)                                                                                      | 13,8                                            | 4,1                                             | 10,5                                            | 50,4                                            | 218,4                                           | 311,7                                           | 293,7                                           | 269,8                                           | 327,1                                           | 266,7                                           | 116,5                                           | 48,3                                            | 1 931                                           |
| Dias com chuva                                                                                         | 2,4                                             | 1,0                                             | 1,9                                             | 5,4                                             | 17,8                                            | 19,0                                            | 22,9                                            | 22,4                                            | 23,1                                            | 20,9                                            | 12,1                                            | 6,7                                             | 155,6                                           |
| Insolação (h)                                                                                          | 244,9                                           | 248,6                                           | 272,8                                           | 231,0                                           | 195,3                                           | 171,0                                           | 179,8                                           | 173,6                                           | 162,0                                           | 182,9                                           | 201,0                                           | 223,2                                           | 2 486,1                                         |
| Fonte: Weatherbase World Meteorological Organization Program on Renewable Energy & Energy Conservation |                                                 |                                                 |                                                 |                                                 |                                                 |                                                 |                                                 |                                                 |                                                 |                                                 |                                                 |                                                 |                                                 |

## Política

### Administração

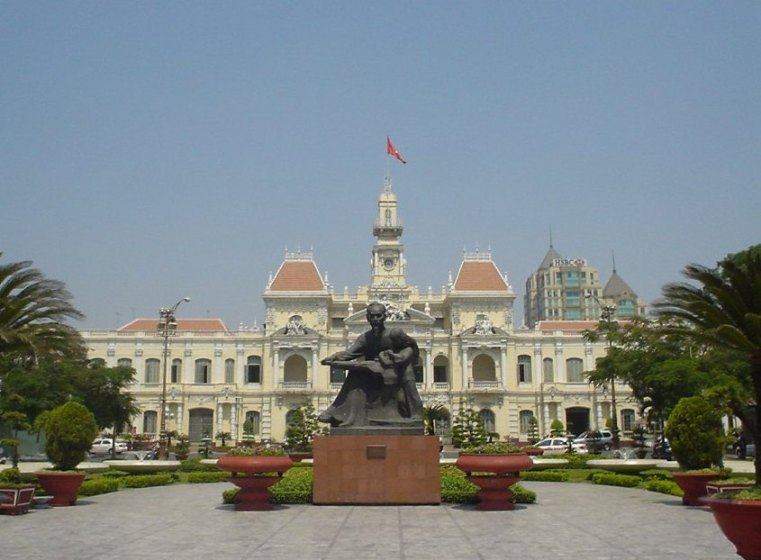
Sede do Comitê Popular da cidade.

A Cidade de Ho Chi Minh é uma das cinco cidades com estatuto de província no Vietname. A cidade encontra-se dividida em 24 divisões administrativas, chamadas de distritos, estabelecidas em dezembro de 2003. Destes 24 distritos, 5 deles estão localizados na área suburbana ou rural (chamados de huyen) e 19 estão localizados na área interna da cidade. Os distritos suburbano ou rurais são: Cu Chi, Hoc Mon, Binh Chanh, Nha Be e Can Gio. A zona rural é composta por comunas (chamas de Xã) e municípios (chamados de Tran Thi'). Os outros 19 distritos estão localizados na área interna ou urbana (chamadas de Quan). Isso inclui os distritos: 1, 2, 3, 4, 5, 6, 7, 8, 9, 10, 11, 12, Go Vap, Tan Binh, Tan Phu, Binh Thanh, Phu Nhuan, Thu Duc e Binh Tan. Cada distrito é subdividido em alas (chamadas de Phuong).

#### Comitê Popular
O Comitê Popular da Cidade de Ho Chi Minh é um conselho executivo de 13 membros. O atual presidente é Le Hoàng Quân. O comitê é responsável pelos vários departamentos da cidade. O ramo legislativo do governo da cidade é chamado Conselho do Povo e é composto por 95 deputados. Tanto a comissão quanto o conselho são subordinados ao Partido Comunista do Vietnã, atualmente liderado pelo Secretário do Partido Le Thanh Hải.
| Unidades administrativas da Cidade de Ho Chi Minh | Unidades administrativas da Cidade de Ho Chi Minh | Unidades administrativas da Cidade de Ho Chi Minh | Unidades administrativas da Cidade de Ho Chi Minh | Unidades administrativas da Cidade de Ho Chi Minh | Unidades administrativas da Cidade de Ho Chi Minh | Unidades administrativas da Cidade de Ho Chi Minh | Unidades administrativas da Cidade de Ho Chi Minh |
| Nome do Distrito (Dez. 2003)                      | Área (km2) (Dez. 2006)                            | População em 2004                                 | População em 2009                                 | População em 2010                                 | População em 2011                                 |                                                   |                                                   |
| ------------------------------------------------- | ------------------------------------------------- | ------------------------------------------------- | ------------------------------------------------- | ------------------------------------------------- | ------------------------------------------------- | ------------------------------------------------- | ------------------------------------------------- |
| Distritos internos:                               |                                                   |                                                   |                                                   |                                                   |                                                   |                                                   |                                                   |
| Distrito 1                                        | 7,73                                              | 198.032                                           | 180.225                                           | 187.435                                           | 185.715                                           |                                                   |                                                   |
| Distrito 2                                        | 49,74                                             | 125.136                                           | 147.490                                           | 140.621                                           | 136.497                                           |                                                   |                                                   |
| Distrito 3                                        | 4,92                                              | 201.122                                           | 190.553                                           | 188.945                                           | 188.898                                           |                                                   |                                                   |
| Distrito 4                                        | 4,18                                              | 180.548                                           | 180.980                                           | 183.261                                           | 183.043                                           |                                                   |                                                   |
| Distrito 5                                        | 4,27                                              | 170.367                                           | 171.452                                           | 174.154                                           | 175.217                                           |                                                   |                                                   |
| Distrito 6                                        | 7,19                                              | 241.379                                           | 249.329                                           | 253.474                                           | 251.902                                           |                                                   |                                                   |
| Distrito 7                                        | 35,69                                             | 159.490                                           | 244.276                                           | 274.828                                           | 265.997                                           |                                                   |                                                   |
| Distrito 8                                        | 19,18                                             | 360.722                                           | 408.772                                           | 418.961                                           | 421.547                                           |                                                   |                                                   |
| Distrito 9                                        | 114                                               | 202.948                                           | 256.257                                           | 263.486                                           | 269.068                                           |                                                   |                                                   |
| Distrito 10                                       | 5,72                                              | 235.231                                           | 230.345                                           | 232.450                                           | 234.188                                           |                                                   |                                                   |
| Distrito 11                                       | 5,14                                              | 224.785                                           | 226.854                                           | 232.536                                           | 234.293                                           |                                                   |                                                   |
| Distrito 12                                       | 52,78                                             | 290.129                                           | 405.360                                           | 427.083                                           | 451.737                                           |                                                   |                                                   |
| Go Vap                                            | 19,74                                             | 452.083                                           | 522.690                                           | 548.145                                           | 561.068                                           |                                                   |                                                   |
| Tan Binh                                          | 22,38                                             | 397.569                                           | 421.724                                           | 430.436                                           | 430.350                                           |                                                   |                                                   |
| Tan Phu                                           | 16,06                                             | 366.399                                           | 398.102                                           | 407.924                                           | 419.227                                           |                                                   |                                                   |
| Binh Thanh                                        | 20,76                                             | 423.896                                           | 457.362                                           | 470.054                                           | 479.733                                           |                                                   |                                                   |
| Phu Nhuan                                         | 4,88                                              | 175.293                                           | 174.535                                           | 175.175                                           | 175.631                                           |                                                   |                                                   |
| Thu Duc                                           | 47,76                                             | 336.571                                           | 442.177                                           | 455.899                                           | 474.547                                           |                                                   |                                                   |
| Binh Tan                                          | 51,89                                             | 398.712                                           | 572.132                                           | 595.335                                           | 611.170                                           |                                                   |                                                   |
| Total (distritos internos)                        | 494,01                                            | 5.140.412                                         | 5.880.615                                         | 6.060.202                                         | 6.149.817                                         |                                                   |                                                   |
| Distritos suburbanos:                             |                                                   |                                                   |                                                   |                                                   |                                                   |                                                   |                                                   |
| Cu Chi                                            | 434,5                                             | 288.279                                           | 343.155                                           | 355.822                                           | 362.454                                           |                                                   |                                                   |
| Hoc Mon                                           | 109,18                                            | 245.381                                           | 349.065                                           | 358.640                                           | 363.171                                           |                                                   |                                                   |
| Binh Chanh                                        | 252,69                                            | 304.168                                           | 420.109                                           | 447.291                                           | 465.248                                           |                                                   |                                                   |
| Nha Be                                            | 100,41                                            | 72.740                                            | 101.074                                           | 103.793                                           | 109.949                                           |                                                   |                                                   |
| Can Gio                                           | 704,22                                            | 66.272                                            | 68.846                                            | 70.697                                            | 70.499                                            |                                                   |                                                   |
| Total (distritos suburbanos)                      | 1,601                                             | 976.839                                           | 1.282.249                                         | 1.336.244                                         | 1.371.321                                         |                                                   |                                                   |
| Total (cidade)                                    | 2,095.01                                          | 6.117.251                                         | 7.162.864                                         | 7.396.446                                         | 7.521.138                                         |                                                   |                                                   |

### Cidades-irmãs
Essas são as cidades-irmãs da Cidade de Ho Chi Minh:
- Taipei, Taiwan
- Busan, Coreia do Sul
- Osaka, Japão
- Moscou, Rússia
- São Petersburgo, Rússia
- Toronto, Canadá
- São Paulo, Brasil
- Nova Iorque, Estados Unidos
- Xangai, China
- Tabriz, Irã
- Istambul, Turquia
- Manila, Filipinas

## Demografia
| Crescimento populacional da Cidade de Ho Chi Minh | Crescimento populacional da Cidade de Ho Chi Minh | Crescimento populacional da Cidade de Ho Chi Minh | Crescimento populacional da Cidade de Ho Chi Minh | Crescimento populacional da Cidade de Ho Chi Minh | Crescimento populacional da Cidade de Ho Chi Minh | Crescimento populacional da Cidade de Ho Chi Minh |
| Ano                                               | habitantes                                        | var.                                              |                                                   | Ano                                               | hab.                                              | var.                                              |
| ------------------------------------------------- | ------------------------------------------------- | ------------------------------------------------- | ------------------------------------------------- | ------------------------------------------------- | ------------------------------------------------- | ------------------------------------------------- |
| 1995                                              | 4 640 400                                         |                                                   | 2003                                              | 5 809 100                                         | 3,4%                                              |                                                   |
| 1996                                              | 4 747 900                                         | 2,3%                                              | 2004                                              | 6 007 600                                         | 3,4%                                              |                                                   |
| 1997                                              | 4 852 300                                         | 2,2%                                              | 2005                                              | 6 230 900                                         | 3,7%                                              |                                                   |
| 1998                                              | 4 957 300                                         | 2,2%                                              | 2006                                              | 6 483 100                                         | 4%                                                |                                                   |
| 1999                                              | 5 073 100                                         | 2,3%                                              | 2007                                              | 6 725 300                                         | 3,7%                                              |                                                   |
| 2000                                              | 5 274 900                                         | 4%                                                | 2008                                              | 6 946 100                                         | 3,3%                                              |                                                   |
| 2001                                              | 5 454 000                                         | 3,4%                                              | 2009                                              | 7 196 100                                         | 3,6%                                              |                                                   |
| 2002                                              | 5 619 400                                         | 3%                                                | 2010                                              | 7 378 000                                         | 2,5%                                              |                                                   |

De acordo com o censo de 1 de outubro de 2004, a população da Cidade de Ho Chi Minh era de 6 117 251 habitantes (dos quais dezenove distritos internos tinham 5 140 412 habitantes e cinco distritos suburbanos tinham 976 839 habitantes). Em meados de 2007, a população da cidade era de 6 650 942 habitantes, com os dezenove distritos internos com 5 564 975 habitantes e os cinco distritos suburbanos contendo 1 085 967 habitantes. O resultado do Censo de 2009 mostrou que a população da cidade foi de 7 162 864 habitantes, cerca de 8,34% do total da população do Vietname, mantendo o posto de cidade mais populosa do país. Em 2011, as estimativas mostraram uma população de 7 521 138 habitantes. A maioria da população são etnicamente vietnamitas (93,52%). O maior grupo étnico minoritário da Cidade de Ho Chi Minh são os chineses (5,78% da população). Outras minorias étnicas incluem os khmers (0,34%) e os Cham (0,1%).
Os habitantes da cidade são geralmente conhecidos como "Saigonese" em inglês, "Saigonnais" em francês e "Dan Sai Gon" em vietnamita. Um grau variável do idioma inglês é falado, especialmente nos setores de turismo e comércio.

## Economia

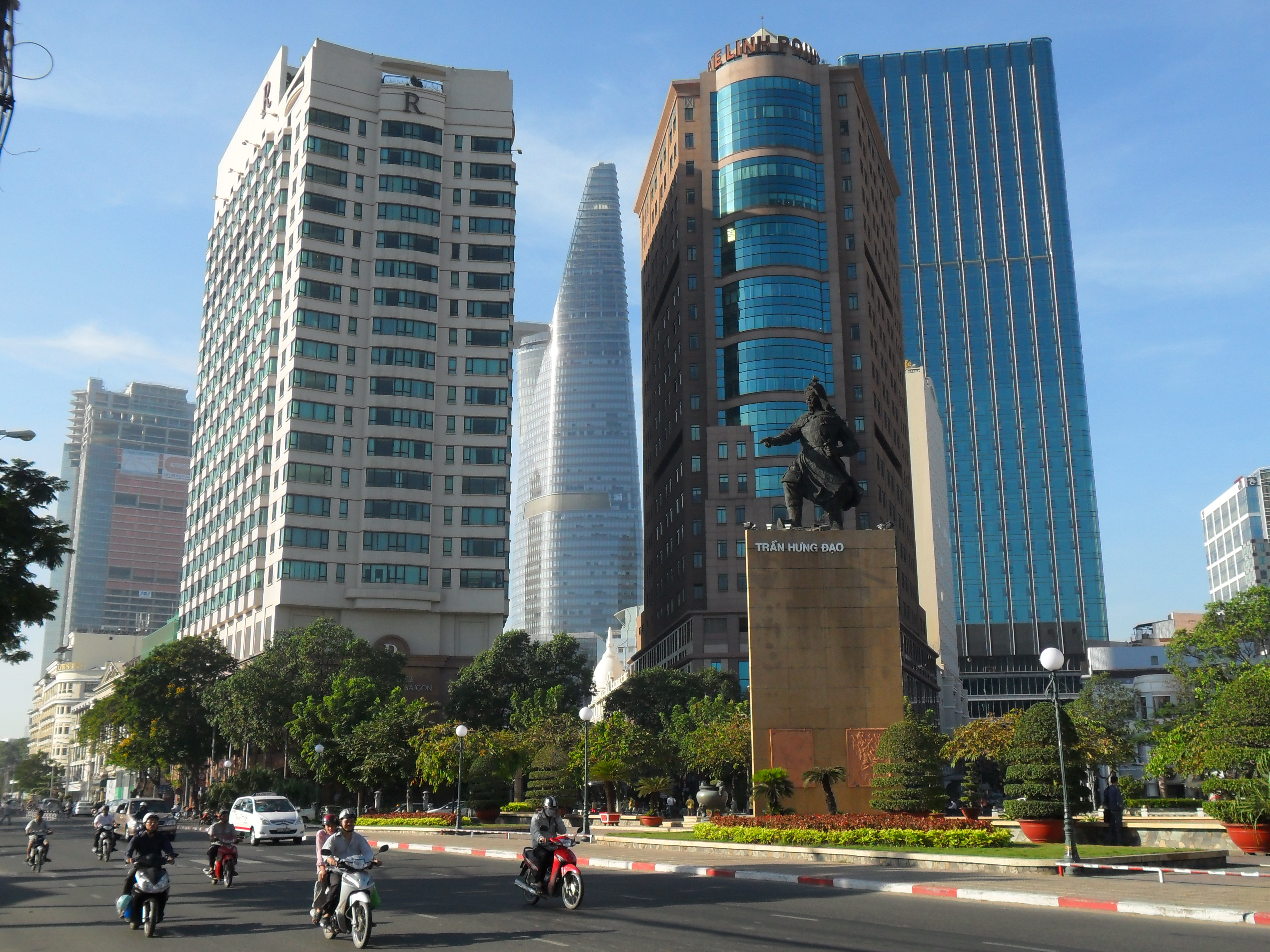
Centro financeiro da cidade

A Cidade de Ho Chi Minh é o centro econômico do Vietname e responsável por uma grande parte da economia do país. Embora a cidade ocupe apenas 0,6% da área territorial do país, em 2005, concentrava cerca de 8,34% da população do Vietname, 20,2% do seu PIB, 27,9% da produção industrial e 34,9% dos projetos de Investimento estrangeiro direto no Vietname. No mesmo ano, a cidade registrou 2 966 400 trabalhadores acima dos 15 anos de idade, dos quais 139 mil estavam fora da idade permitida por lei para exercer atividades trabalhistas. Em 2009, o PIB per capita da cidade foi de US$ 2 800, acima do nível nacional, de US$ 1 042 dólares no mesmo ano.
Em 2007, o Produto interno bruto (PIB) da cidade foi estimado em US$ 14,3 bilhões, ou cerca de 2.180 dólares per capita, respondendo por 20% do PIB do país. O PIB, ajustado à Paridade do Poder de Compra (PPP) atingiu 71,5 bilhões dólares, ou cerca de 10 870 dólares per capita (cerca de três vezes maior do que a média do país). A economia industrial foi de US$ 6,4 bilhões, equivalente a 30% do valor de toda a nação. As exportações e importações responderam por US$ 36 bilhões, ou 40% do total nacional, sendo que a receita das exportações atingiram 18,3 bilhões de dólares (40% do total das receitas de exportação do Vietname). Em 2007, a contribuição da Cidade de Ho Chi Minh para as receitas anuais no orçamento nacional aumentaram 30%, o que representa cerca de 20,5% das receitas totais. A demanda de consumo d Ho Chi Minh é mais elevada do que em outras províncias e cidades vietnamitas e 1,5 vezes maior do que a de Hanói. Em junho de 2006, a cidade abrigou três zonas de processamento de exportação e doze parques industriais. Ho Chi Minh é o principal receptor de investimento estrangeiro direto no Vietname, com 2 530 projectos de IED no valor de 16,6 milhões dólares no final de 2007. Em 2007, a cidade recebeu mais de 400 projetos de IED de US$ 3 bilhões. Em 2008, a cidade atraiu US$ 8,5 bilhões em IED. Em 2010, o PIB da cidade foi estimado em 20,902 milhões de dólares, com um PIB per capita de US$ 2 800 por habitante, um aumento de 11,8% comparado a 2009.
No fim de 2012, o PIB da cidade foi estimado em torno de 28,595 bilhões, ou cerca de US$ 3 700 por habitante, um crescimento de 9,2% a partir de 2011. A corrente de comércio, seja exportação ou importação, atingiu 47,700 milhões dólares, com exportações de 21,57 bilhões dólares e importações de 26,140 milhões dólares.

## Infraestrutura

### Saúde

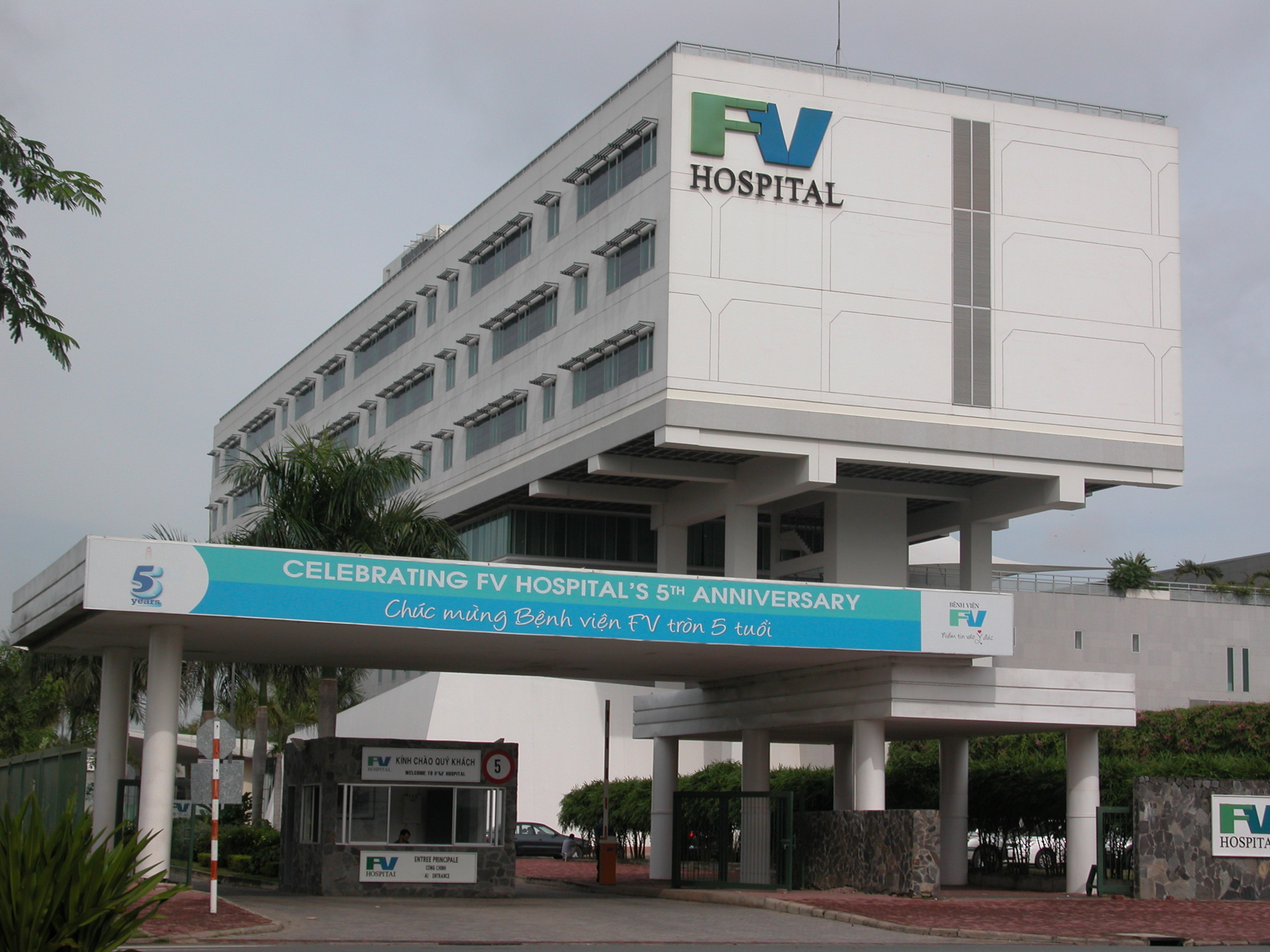
Hospital Franco-Vietnamita, localizado no Distrito 7.

O sistema de saúde da cidade é relativamente desenvolvido com uma estrutura de cerca de 100 hospitais e centros médicos de propriedade do governo, além de clínicas privadas. O Hospital Cho Ray, mantido pelo Instituto Cardiologista Francês, está entre as principais instituições de saúde na Indochina. A estrutura médica e de saúde da Cidade de Ho Chi Minh é tida como referência no país, atraindo pacientes de diversas cidades das províncias vizinhas e até do Camboja. Entre as unidades de saúde da cidade destacam-se o Centro Médico The Hòa Hảo e o Hospital Franco-Vietnamita.
Há registros de casos de doenças infecciosas comuns nos países em desenvolvimento, como a malária, dengue, cólera e febre tifóide, além de outras doenças, como a cardiovascular, hipertensão e câncer. A esperança média de vida cidade era de 71,19 anos para os homens, e 75,01  anos para as mulheres.

### Educação

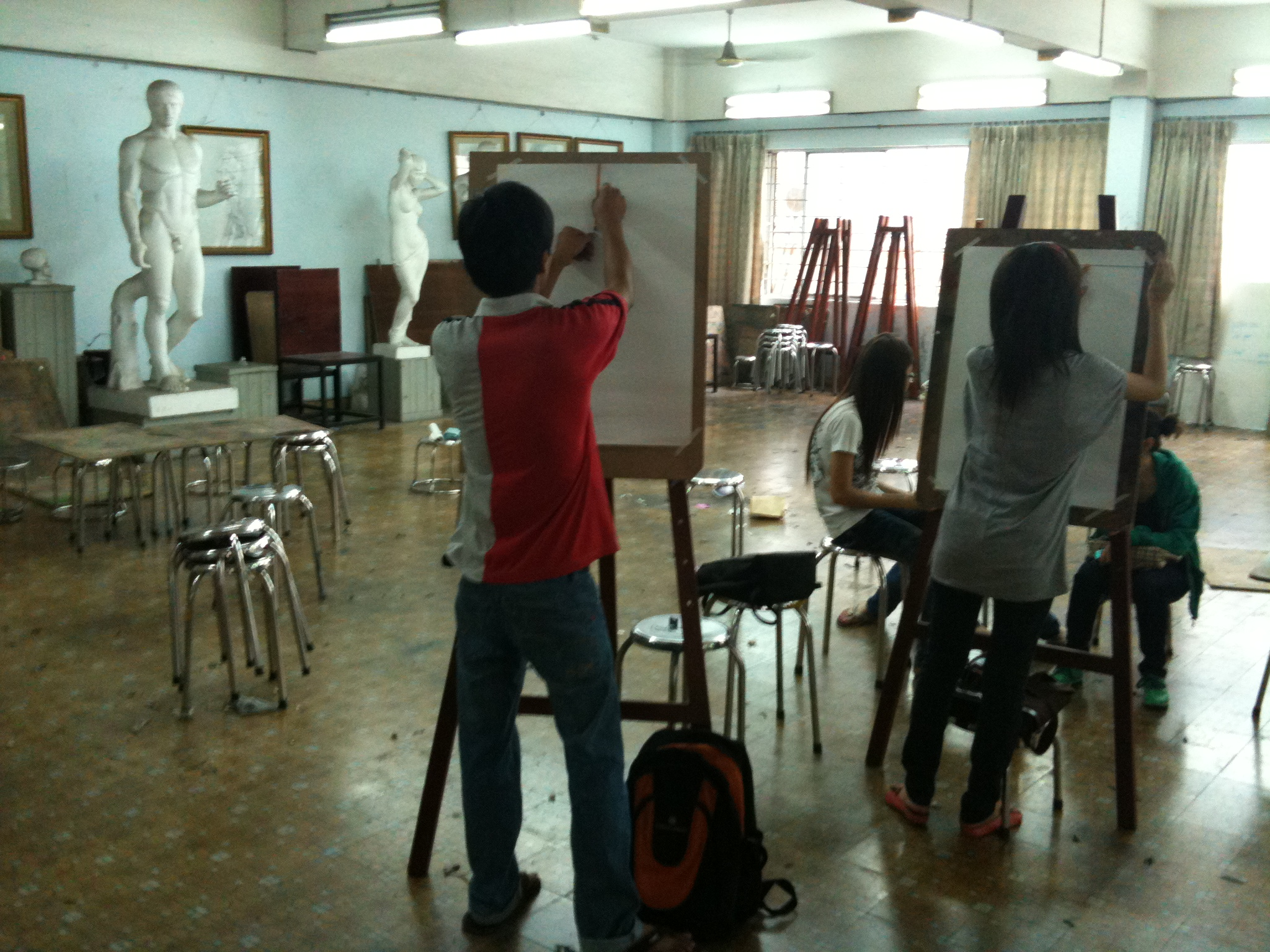
Estudantes em uma aula de desenho na Faculdade de Arquitetura

Ho Chi Minh abriga notáveis escolas de ensino médio vietnamitas, entre as quais incluem o Centro de Estudos Le Hong Phong e a Escola para superdotados do Vietname. Embora as antigas escolas sejam públicas, o ensino privado também está disponível em Ho Chi Minh.
O ensino superior na Cidade de Ho Chi Minh é florescente. A cidade possui mais de 80 universidades e faculdades, com um total de mais de 400 mil estudantes Entre as universidades notáveis, encontra-se a Universidade Nacional da Cidade de Ho Chi Minh com 50 000 alunos distribuídos entre seis escolas, sendo a maior instituição de ensino superior no Vietname; a Universidade de Tecnologia (em vietnamita: Đại hoc khoa Bach), a Universidade de Ciências (antiga Saigon College of Sciences)), a Universidade de Ciências Sociais e Humanas (antiga Saigon College of Letters), a Universidade Internacional, a Universidade de Economia e Direito e a recém-criada Universidade de Tecnologia da Informação.
Alguns outros importantes estabelecimentos de ensino superior são: Universidade de Pedagogia, Universidade de Economia, Universidade de Arquitetura, Universidade de Medicina e Farmácia, Universidade Nong Lam (antiga Universidade de Agricultura e Silvicultura), Universidade de Direito, Universidade de Ensino Técnico, Universidade da Indústria, Universidade Aberta, Universidade de Educação Física e Desporto, Universidade de Belas Artes, Universidade da Cultura, Conservatório de música, Instituto de Tecnologia de Saigon, Universidade de Van Lang, Universidade de Saigon e Universidade Hoa Sen.

## Transporte

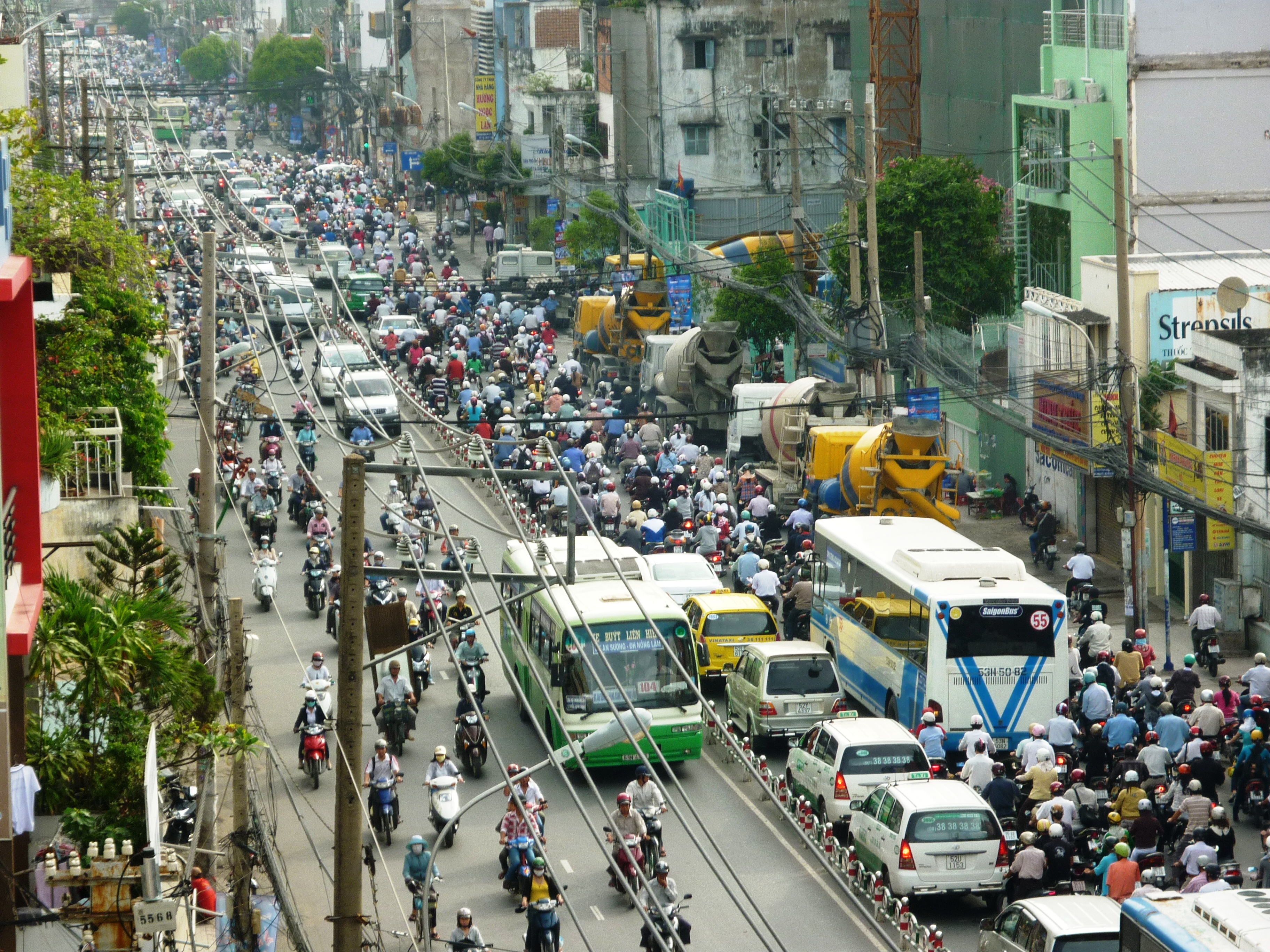
Tráfego na região central da cidade

### Urbano
Os principais meios de transporte na cidade são motos, ônibus, táxis e bicicletas. Motos permanecem como o meio mais comum para se deslocar na cidade. Os táxis são abundantes e geralmente os principais meios de transporte para áreas turísticas da cidade. Os ônibus públicos funcionam com muitas rotas e as tarifas podem ser compradas nos próprios ônibus. Os mototáxis também estão disponíveis no transporte da cidade, assim como as bicicletas, que ainda ocupam um grande espaço na locomoção dos habitantes. Nos últimos anos, os carros tornaram-se mais populares. Há aproximadamente 340 mil carros e 3,5 milhões de motos na cidade, que é quase o dobro da capital nacional, Hanói. O número crescente de motocicletas tendem a causar travamentos e poluições ambientais. Estas são duas razões pelas quais o governo desenvolve planos para reduzir o número de motocicletas e para melhorar o transporte público, além de outras medidas para reduzir o tráfego.
O Metrô da Cidade de Ho Chi Minh, uma rede de transporte metropolitano rápido, está atualmente em fase de preparação, com a primeira linha atualmente em construção, a ser concluída até 2017. Esta primeira linha vai ligar Ben Thanh a Tiên Park, no Distrito 9. Planeja-se que a rota atenda mais de 160 mil passageiros por dia. A construção de outras linhas de metrô na cidade foi aprovada pelo governo.

### Aéreo

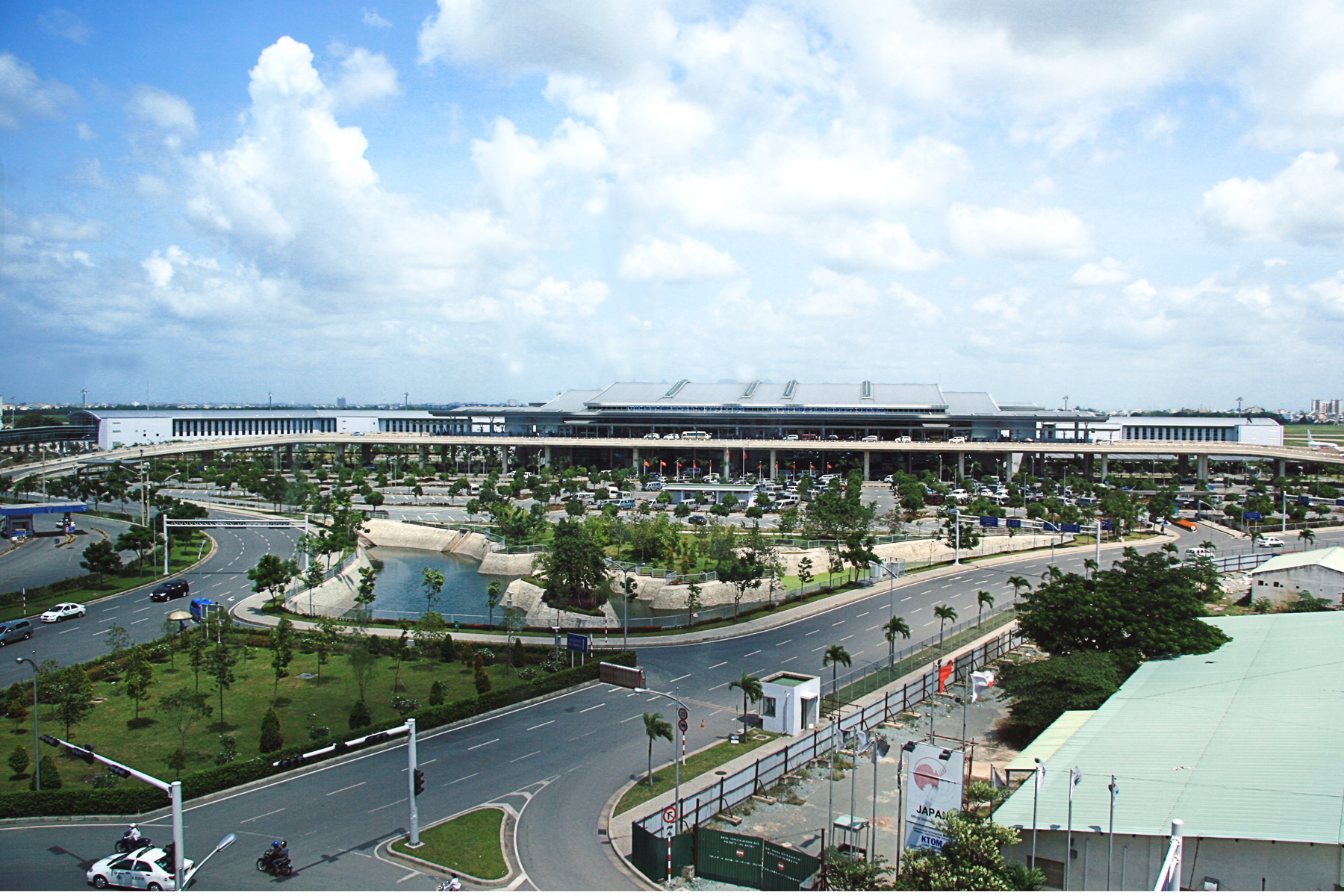
Aeroporto Internacional Tan Son Nhat.

A cidade é servida pelo Aeroporto Internacional Tan Son Nhat, o maior aeroporto do Vietname em termos de passageiros movimentados (com um número estimado de mais de 16,5 milhões de passageiros em 2011, respondendo por mais da metade do tráfego aéreo de passageiros do país. Um outro aeroporto de caráter internacional está previsto para começar a operar em 2025, chamado Aeroporto Internacional Long Thanh, que servirá voos internacionais, com uma capacidade máxima de tráfego de 100 milhões de passageiros por ano quando estiver totalmente concluído. Assim sendo, o aeroporto de Tan Son Nhat servirá voos domésticos.

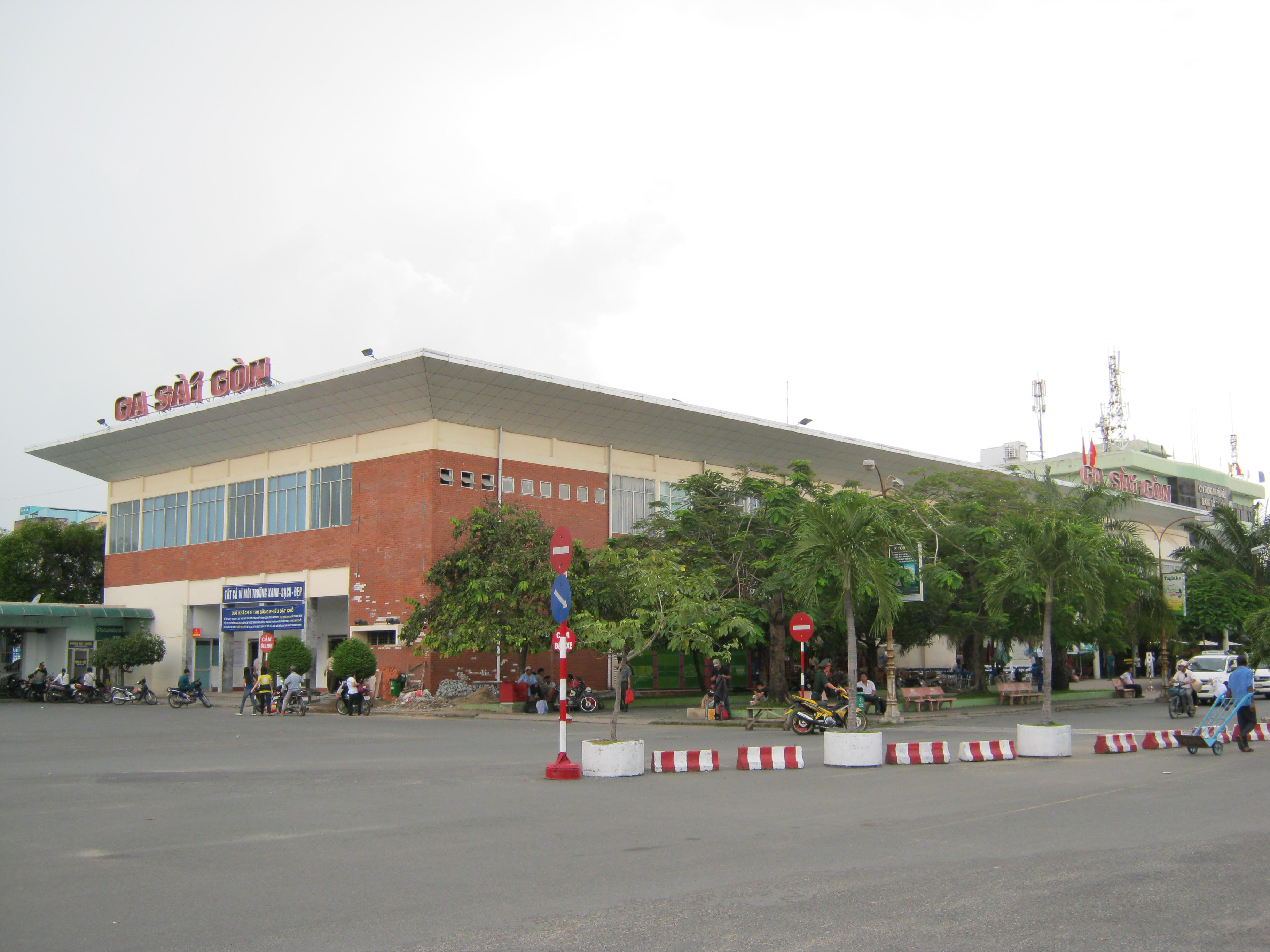
Estação ferroviária do Distrito 3

### Ferroviário
A Cidade de Ho Chi Minh também possui rede ferroviária interligando a cidade a várias rotas de trem no país. O Expresso da Reunificação (Tau Thong Nhat), que liga a Cidade de Ho Chi Minh à Hanói, é executado a partir da estação ferroviária do Distrito 3, com paradas em cidades e províncias ao longo do trajeto. Além da estação do Distrito 3, há várias estações menores, como Di Um, Qui Durc, Bình Trieu e Go Vap. No entanto, o transporte ferroviário não está totalmente desenvolvido e atualmente é composto por apenas 0,6% do tráfego de passageiros e 6% dos embarques de bens de consumo e cargas.

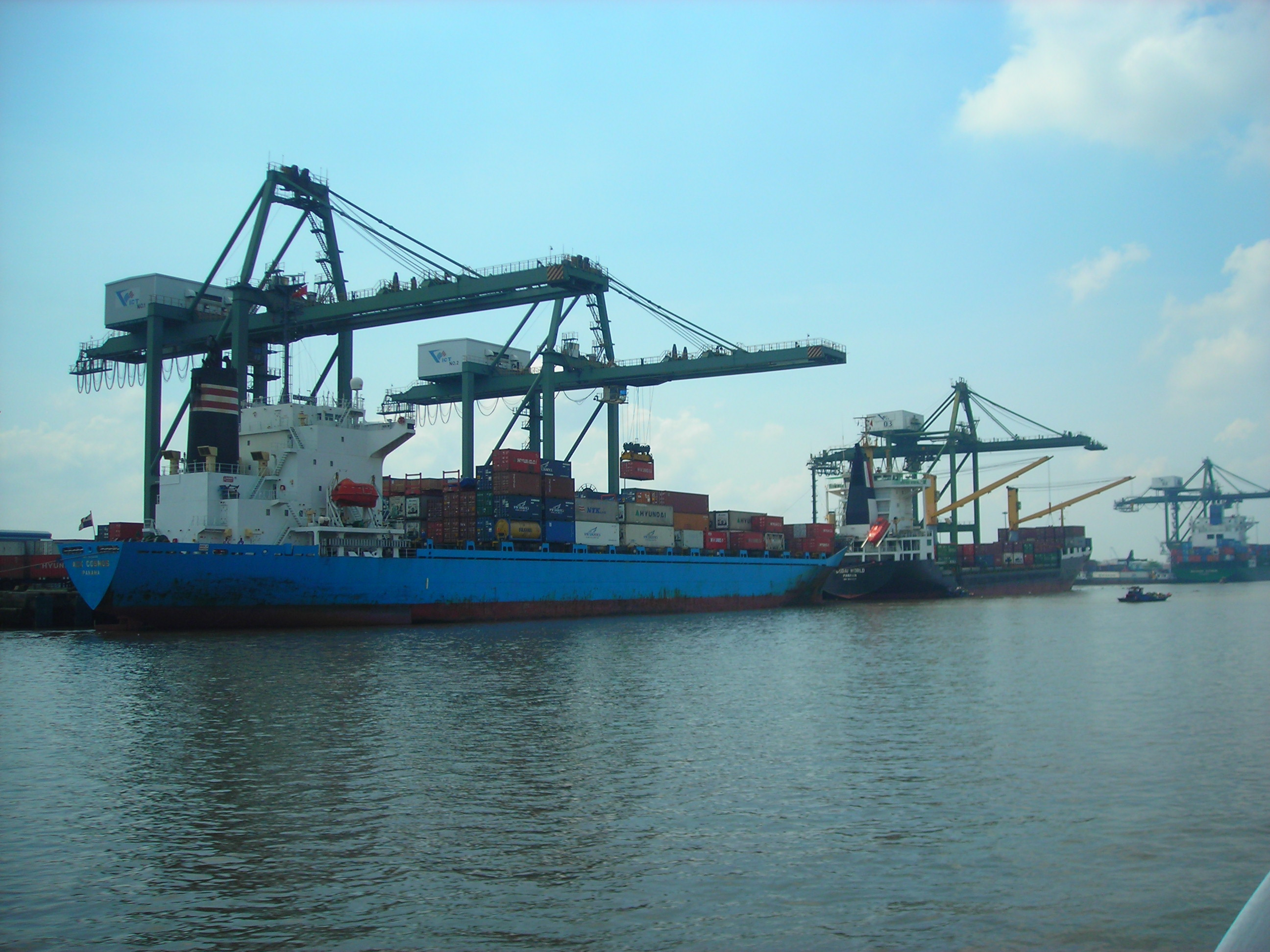
Navios no porto da cidade

### Marítimo
A localização geográfica da cidade, banhada pelo rio Saigon torna o porto da cidade um dos mais movimentados do Sudeste da Ásia seja em caráter comercial e de passageiros, com um fluxo constante de navios de carga e barcos de passageiros que operam regularmente entre a Cidade de Ho Chi Minh e vários destinos no sudeste do Vietnã e no Camboja, entre eles Vung Tau, Ben Tre e Can Tho, no delta do rio Mekong, e Phnom Penh, a capital cambojana. O tráfego marítimo entre Ho Chi Minh e províncias do sul do Vietnã tem aumentado ao longo dos anos, e as principais rotas de navegação para o Delta do rio Mekong recebem em torno de 100 mil veículos de navegação a cada ano, com cerca de 13 milhões de toneladas de carga.